# Hainfeld, Südliche Weinstrasse
Hainfeld là một xã thuộc nhóm xã Edenkoben, huyện Südliche Weinstraße, trong bang Rheinland-Pfalz, phía tây nước Đức. Xã này có diện tích 6,23 km², dân số thời điểm ngày 31 tháng 12 năm 2011 là 799 người.

Kinh tế chủ yếu của làng là làm rượu nho.

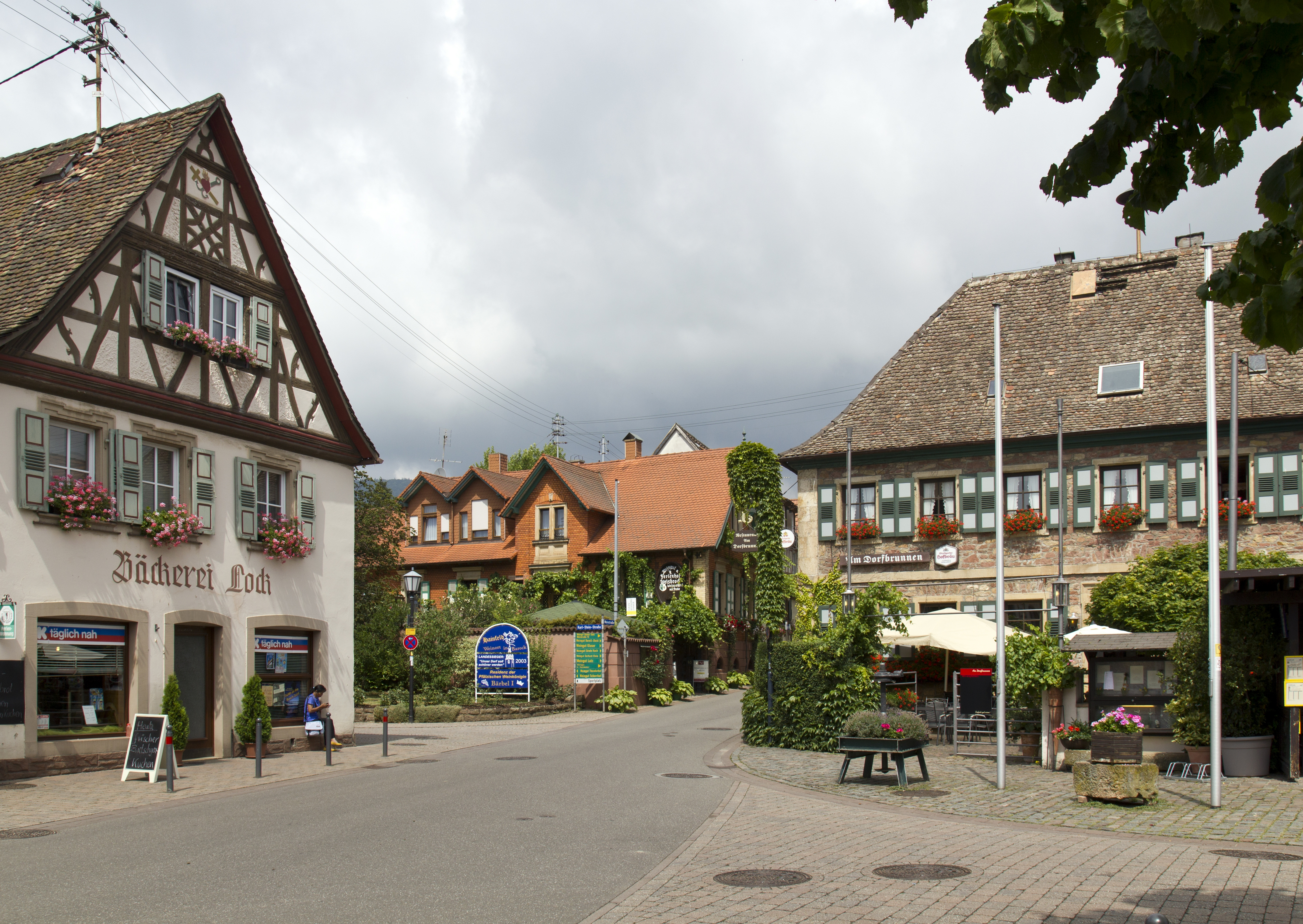
Weinstraße